# Gabby Barrett
Gabby Barrett, nata Gabby Bernadette Barrett (Nashville, 5 maggio 2000), è una cantante statunitense.
È diventata famosa grazie alla sua partecipazione alla stagione numero 16 di American Idol. Classificatasi terza nella gara, la Barrett ha successivamente pubblicando il singolo I Hope, il quale è riuscito ad entrare nella top 3 della Billboard Hot 100 e ad aggiudicarsi 5 dischi di platino in USA. L'artista ha pubblicato il suo album di debutto Goldmine il 19 giugno 2020.

## Biografia

### Gli inizi eAmerican Idol
Gabby Barrett ha iniziato a cantare all'età di 9 anni, iniziando già all'epoca ad esibirsi in veri e propri spettacoli live. A 14 anni suo padre la incoraggio ad entrare a far parte di un coro costituito per il resto da sole ragazze nere, con il quale ha eseguito un discreto numero di esibizioni. Nel 2018, Gabby Barrett partecipa ad un'audizione per American Idol cantando Good Girl di Carrie Underwood e His Eyes on the Sparrow di Ether Waters: l'audizione ha successo e la giovane cantante entra a far parte dello show. Nel programma, le sue esibizioni ottengono un buon riscontro, permettendole dunque di accedere alla finale e classificarsi terza. Successivamente, la cantante ha pubblicato l'EP The Fireflies e aperto alcuni concerti in Ohio per vari cantanti country, come Keith Urban, Toby Keith e Cole Swindell.

### 2019-presente: il contratto con la Warner,Goldmine
Nel 2019, Gabby Barrett pubblica il singolo I Hope in maniera indipendente ed ottiene la possibilità di cantare il brano sul palco della 17ª edizione di American Idol. La performance ottiene le attenzioni delle case discografiche, permettendo a Gabby di firmare il suo primo contratto discografico. La cantante entra a far parte della Warner Music Nashville ed inizia a lavorare sul suo album di debutto Nel frattempo, I Hope raggiunge la top 3 della Billboard Hot 100, la vetta nella classifica relativa all'airplay radiofonico e riceve 5 dischi di platino in USA. Il brano verrà successivamente ripubblicato in una versione remix con il cantante pop Charlie Puth.
In seguito, Gabby Barrett pubblica il suo album di debutto Goldmine, che ottiene oltre 15 milioni di streams nella sua prima settimana, diventando l'album di debutto più ascoltato di sempre in questa modalità per una cantante country femminile nel corso della sua prima settimana. L'album debutta alla numero 4 della Top Country Albums con 20.000 unità. Nel giugno 2020 lancia il secondo singolo estratto dall'album, The Good Ones. Nel novembre successivo l'artista si esibisce per la prima volta durante i Country Music Association Awards, eseguendo la versione remix di I Hope in compagnia di Charlie Puth.
Nel 2021, oltre a pubblicare una riedizione di Goldmine e il singolo inedito Footprints on the Moon, Barrett riceve diverse nomination agli Academy of Country Music Awards. Nel 2022 pubblica il singolo Pick Me Up e si esibisce agli Academy of Country Music Awards.

## Vita privata
Gabby Barrett ha sposato il cantante Cade Foehner, anche lui ex concorrente di American Idol, il 5 ottobre 2019.

## Discografia

### Album in studio
- 2020 – Goldmine
- 2024 – Chapter & Verse

### Singoli
- 2020 – I Hope
- 2020 – The Good Ones
- 2021 – Footprints on the Moon
- 2022 – Pick Me Up
- 2023 – Glory Days
- 2024 – Dance like No One's Watching